# Traditio Przestrzeń Cywilizacji Łacińskiej

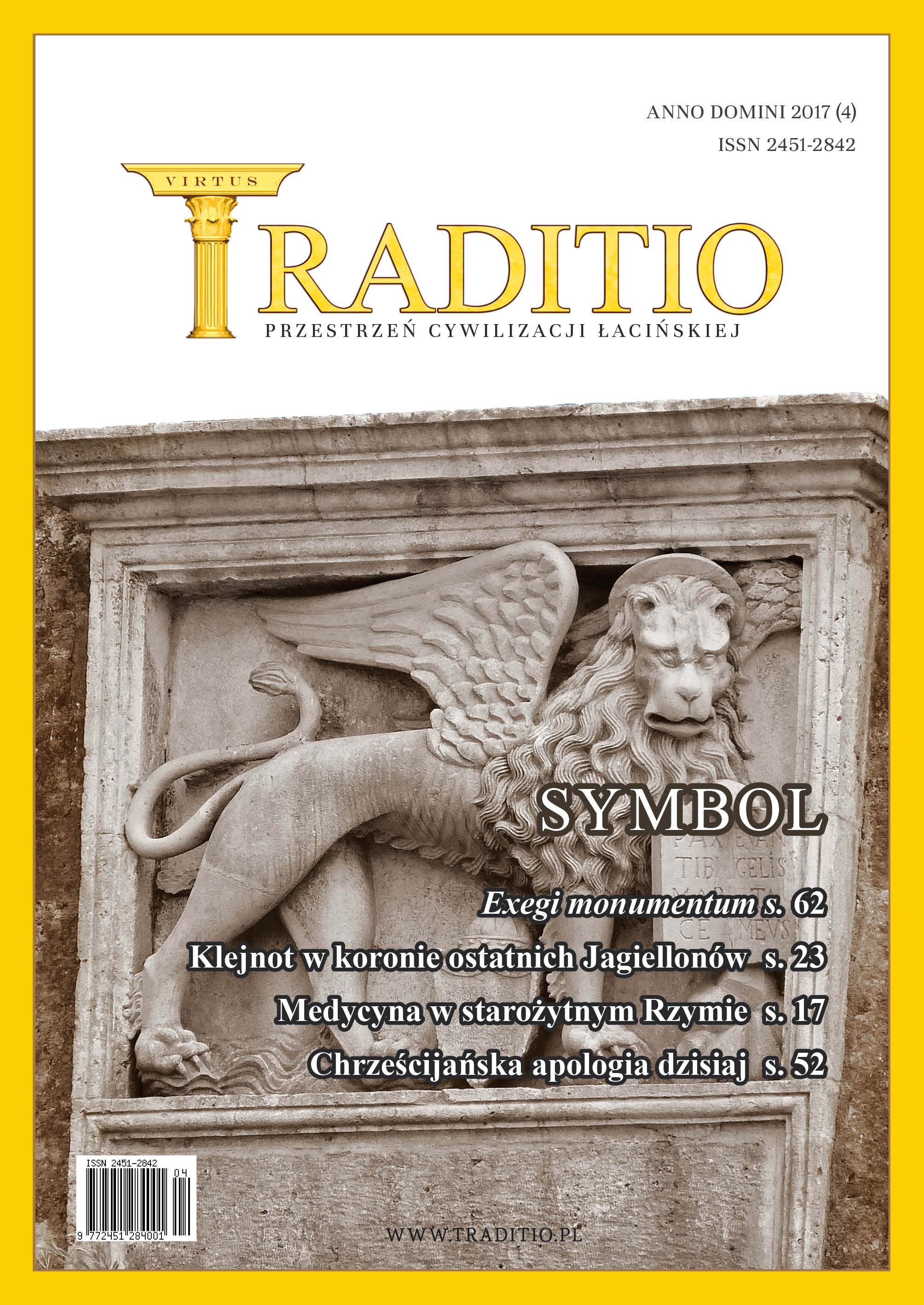
Czasopismo Traditio

Traditio Przestrzeń Cywilizacji Łacińskiej – czasopismo popularnonaukowe tworzone przez autorów wpisujących się w nurt personalizmu chrześcijańskiego, związanych ze środowiskiem naukowym Uniwersytetu Papieskiego Jana Pawła II w Krakowie. Czasopismo powstało w 2015 roku, z inicjatywy studentów dziennikarstwa i komunikacji społecznej UPJPII w Krakowie. Porusza tematykę związaną z kulturą łacińską, w tym: klasycznej filozofii i filologii, prawa i teologii, a także kwestie społeczno-kulturowe. Publikacja ukazuje się nieperiodycznie w wersjach papierowej i cyfrowej. Współpracuje z Civitas Christiana. Czasopismo „Traditio Przestrzeń Cywilizacji Łacińskiej” jest dostępne w wersji drukowanej w bibliotekach uczelnianych, a także w Internecie.